# Wildstorm
WildStorm Productions, connu globalement sous le nom de Wildstorm est le nom de la compagnie créée par Jim Lee lorsqu'il se lança avec d'autres artistes dans la création d'Image Comics. C'est sous cet étendard qu'il lancera les séries WildC.A.T.s, Gen 13, Stormwatch… dont les héros partagent le même univers.
Après le succès initial de ces séries, le marché connaîtra un effondrement et certaines séries seront relancées plusieurs fois. Fin 1998, Jim Lee cèdera finalement sa société à DC Comics, tout en en conservant la direction éditoriale.
Wildstorm a donné naissance à plusieurs labels, dont Cliffhanger, consacré à des séries indépendantes par des créateurs reconnus, et America's Best Comics (ABC), réservé à des séries lancées par le scénariste britannique Alan Moore.
Les séries de l'univers Wildstorm ont longtemps été publiées en France par Semic. En 2006 les droits des séries Wildstorm, à l'instar des séries Vertigo ont été attribués à Panini. C'est donc chez cet éditeur que se sont poursuivies les traductions de toutes les séries de ce label.
En septembre 2010, DC Comics a annoncé la fin de la publication de la filiale à partir de décembre 2010. Les personnages, les séries et l'univers de Wildstorm ont été transférés directement dans les publications de DC Comics. Depuis la relance de l'univers DC en septembre 2011, après les évènements racontés dans la minisérie Flashpoint, les personnages de Wildstorm ont intégré le monde de DC.
L'Univers Wildstorm démarra en faisant partie de l'Univers Image Comics. Puis Wildstorm quitta l'égide d'Image et sépara son univers. Le Wildstorm Universe représente une version alternative du monde réél, avec des similarités de celui de DC Comics. Une technologie avancée, le voyage interstellaire et l'existence de races extraterrestres, comme les Kherubim (Lord Emp, Zealot et Mister Majestic) et les Drahn, côtoyant l'Humanité depuis des siècles, en sont quelques exemples. Ces siècles de contact avec des espèces extra-terrestres y ont mené à l'émergence d'une mythologie distincte de la nôtre. Les gouvernements mondiaux incluent la présence de super-agents agissant sur la politique mondiale : Stormwatch s'occupe des Nations unies, et The Authority par la suite.
Les métahumains sont représentés en trois catégories : 
- Hybrides humains-aliens, manifestant de nouveaux pouvoirs génétiques, comme Voodoo, Backlash, Crimson, et Warblade.
- Gen-Actif, personnes ayant été exposées au Gen-Facteur qui leur a donné des pouvoirs spéciaux, comme Caitlin Fairchild, Grunge et Grifter.
- Seedlings, personnes ayant muté à la suite d'une irradiation provoquée par le passage d'une comète, comme Battalion, Diva, Hellstrike, et Fuji.

## Séries

### Univers Wildstorm - Eye of the Storm
- The Authority
- Backlash
- Deathblow
- Divine Right
- DV8
- Establishment
- Gen13
- Intimates
- Monarchy
- Planetary
- Sleeper
- Stormwatch
- Team 7
- WetWorks
- WildC.A.T.s
- Wildcore

### Titres Wildstorm - Beyond the Storm
- 21 Down
- Ex machina
- Global Frequency

### Hommage
- Desperadoes
- Kurt Busiek's Astro City
- Leave it to Chance
- Mek
- Reload
- Zero Girl

### Cliffhanger
- Arrowsmith
- Battle Chasers
- Crimson
- Danger Girl
- High Roads
- Kamikaze
- Out There
- The Possessed
- Steampunk
- Tokyo Storm Warning
- Two-Step

### Wildstorm Signature
- Albion
- Desolation Jones
- Matador
- Twilight Experiment
- Wildsiderz

### America's Best Comics
- The League of Extraordinary Gentlemen
- Promethea
- Terra Obscura
- Tomorrow Stories
- Tom Strong
- Top 10

### Licences
- Resident Evil
- Robotech
- Speed Racer
- Thundercats